# Roca del Tiempo
El cerro Roca del Tiempo es una montaña clásica de la región de la Comarca andina del Paralelo 42, en el departamento Cushamen de la provincia del Chubut, Argentina. Es una especie de icono para los montañistas de la zona que la han intentado escalar desde hace muchos años sin éxito, principalmente por las dificultades encontradas durante la aproximación a través del Valle del Motoco, así como también por el mal clima imperante en la zona.
Existen dos teorías respecto del por qué su nombre. Algunos creen que se debe a que siempre que se intenta subirla hay mal tiempo, otros que se denomina así debido al tiempo que se tiene que invertir en subirla, debido a su larga y penosa aproximación por terreno inexplorado, de vegetación densa y geografía muy abrupta.

## Ascensión absoluta (primera ascensión)
Esta montaña fue ascendida por primera vez el 9 de marzo de 1984 por su cara Sur, en una expedición conformada por cuatro personas, incluyendo a Wojtek Braun (Polonia), Pablo Edronkin (Argentina-Polonia, Gea) y Kristin Tellevik (Noruega).
La expedición partió desde El Bolsón. Tras el primer día de marcha se acampó por detrás del glaciar del Cerro Morrudo. El segundo día se cruzó el Valle del Motoco y se llegó hasta el pie del glaciar del Cerro Roca del Tiempo. El cuarto día se ascendió hasta el pico oeste, y luego se recorrió la cresta hasta la otra cumbre. 
El día siguiente se empleó para descansar y hacer algunos recorridos adicionales. Al otro día se volvió hacia el Cerro Morrudo y el último día, se regresó hasta el valle de El Bolsón. En total hicieron falta seis días para completar el recorrido.
Esta travesía fue posible pues varios de los participantes ya habían estado en la zona del Cerro Morrudo y del Cerro Alicia, las montañas colindantes con la Roca del Tiempo y el valle en cuestión. 
La bajada hacia el valle del Motoco se efectuó por un arroyo que puede verse desde la cumbre del Cerro Morrudo, directamente por debajo de él y hacia el Norte. 
El descenso hasta el Río Motoco Sur fue bastante problemático por lo pronunciado de la pendiente y la densidad de la vegetación. No lo fue, sin embargo, descender todo el tramo por el arroyo en ese momento, y por ello hubo que efectuar varios tramos a través de la lenga rastrera, muy abundante en la zona.
En el punto de cruce, el Valle del Motoco no es muy ancho - quizás unos 200 metros y el río no muy profundo. En una pequeña playa de arena, los integrantes de la expedición almorzaron y descansaron. También tuvieron que hacer algunas reparaciones a su equipo, dañado por la vegetación. 
Poco después de la dura aproximación, se inició el ascenso en sí a la Roca del Tiempo, de forma paralela y por el este de un arroyo que desciende justo enfrente del que se utilizó para bajar al valle. 
La subida fue bastante dificultosa, pero al cabo de toda una tarde se llegó a las planicies propias de los glaciares y se acampó en el borde de la vegetación. 
La ascensión final a ambos picos de la Roca del Tiempo fue algo difícil según los miembros de la expedición. Se dejó un testimonio dentro de una lata de "Viandada" y una escritura en la roca del pico.
El regreso desde la montaña fue más simple que el viaje de ida. En cuanto al ascenso al Cerro Morrudo, esta vez se empleó casi la totalidad del arroyo para llegar. El resto del viaje transcurrió sin incidentes.

## Otras ascensiones
En el año 2004 el Gea, como Grupo de Investigación y Desarrollo de Andinia.com, realizó una expedición de exploración al Valle del Motoco, en la cual se volvió a ascender la Roca del Tiempo por su ruta más difícil, por su cara Sur. En esa oportunidad la expedición estaba compuesta también por miembros de distintas nacionalidades: Pablo Edronkin, Gustavo Sakuda, Federico Ferrero (España-Argentina), David Miranda, Sergio Pastor y Frank Wolf (Canadá), este último desempeñándose como camarógrafo, ya que luego esta expedición dio lugar al documental "Taming the Motoco". En esta oportunidad, por tanto, fue ascendida la Roca del Tiempo por primera vez por un español y un canadiense.